# Gaetano Camillo Guindani
Gaetano Camillo Guindani (Cremona, 20 settembre 1834 – Bergamo, 21 ottobre 1904) è stato un vescovo cattolico italiano.

## Biografia
Nato nel 1834, studiò teologia alla Pontificia Università Gregoriana di Roma assieme a Giacomo Maria Corna Pellegrini Spandre e Geremia Bonomelli, fra il 1855 e il 1857, anno in cui viene ordinato sacerdote. Fu insegnante del ginnasio, professore di teologia dogmatica e rettore del seminario di Cremona, e nel 1872 venne scelto dall'amico vescovo Bonomelli come vicario generale della diocesi di Cremona. Il 23 dicembre dello stesso anno venne nominato vescovo di Borgo San Donnino da papa Pio IX.
Fu testimone dello scontro tra la Santa Sede e il nascente Regno d'Italia, dovuto alla rivendicazione del territorio dello Stato Pontificio, e dei tentativi di laicizzazione del popolo, a cui si dimostrò comunque aperto.
Nel 1880 fu trasferito alla diocesi di Bergamo, succedendo al vescovo Pietro Luigi Speranza, che fu molto intransigente e antiliberale, nonché affezionato agli Asburgo. Bergamo divenne sede del movimento sociale cattolico, capeggiato da Stanislao Medolago Albani. Rispetto a Speranza attuò un approccio molto più leggero e sciolto nel governo della diocesi, delegando molto spesso al suo vicario generale, e anche il clero diocesano si dimostrò distante e autonomo.
Il 13 febbraio 1889, a Carvico, amministrò la cresima ad Angelo Giuseppe Roncalli, futuro papa Giovanni XXIII.

## Genealogia episcopale e successione apostolica
La genealogia episcopale è:
- Cardinale Scipione Rebiba
- Cardinale Giulio Antonio Santori
- Cardinale Girolamo Bernerio, O.P.
- Arcivescovo Galeazzo Sanvitale
- Cardinale Ludovico Ludovisi
- Cardinale Luigi Caetani
- Cardinale Ulderico Carpegna
- Cardinale Paluzzo Paluzzi Altieri degli Albertoni
- Papa Benedetto XIII
- Papa Benedetto XIV
- Papa Clemente XIII
- Cardinale Bernardino Giraud
- Cardinale Alessandro Mattei
- Cardinale Pietro Francesco Galleffi
- Cardinale Giacomo Filippo Fransoni
- Vescovo Girolamo Verzeri
- Vescovo Geremia Bonomelli
- Vescovo Gaetano Camillo Guindani

La successione apostolica è:
- Vescovo Abbondio Cavadini, S.I. (1896)